# Yvette Żółtowska-Darska
Yvette Dagna Żółtowska-Darska (ur. 29 kwietnia 1967) – polska dziennikarka telewizyjna i pisarka, autorka biografii piłkarzy dla dzieci.

## Życiorys
Yvette Żółtowska-Darska z wykształcenia jest polonistką. Pracowała w agencji reklamowej McCann-Erickson, koncernie L’Oréal oraz polskiej edycji Elle. Przez 7 lat była główną redaktorką TVN Style. Inicjatorka programów stacji takich jak: Magiel towarzyski, Pani Gadżet i Wiem, co jem, a także programów na licencji Trinny i Susannah ubierają Polskę oraz Perfekcyjna pani domu. W 2013 rozpoczęła pracę nad swoją pierwszą książką pt. Messi. Mały chłopiec, który stał się wielkim piłkarzem, książka zdobyła pierwszą nagrodę w konkursie „Przecinek i Kropka” dla Najlepszej Książki Dziecięcej w 2014. Książki autorki zostały przetłumaczone na 11 języków.

## Twórczość
| Tytuł                                                  | Premiera             | Seria                  | Wydawnictwo       | Numer ISBN             |
| ------------------------------------------------------ | -------------------- | ---------------------- | ----------------- | ---------------------- |
| Leo Messi i FC Barcelona                               | 20 października 2015 | Wszystko o...          | Egmont            | ISBN 978-83-281-1441-8 |
| Cristiano Ronaldo i Real Madryt                        | 20 października 2017 | Wszystko o...          | Egmont            | ISBN 978-83-281-1414-2 |
| Zlatan Ibrahimović i Paris Saint-Germain               | 18 kwietnia 2015     | Wszystko o...          | Egmont            | ISBN 978-83-281-1740-2 |
| Messi. Mały chłopiec, który stał się wielkim piłkarzem | 21 maja 2014         | Nie tylko dla fana     | Egmont            | ISBN 978-83-281-0368-9 |
| Ronaldo. Chłopiec który wiedział czego chce            | 8 kwietnia 2015      | Nie tylko dla fana     | Egmont            | ISBN 978-83-281-0512-6 |
| Ibra. Chłopak który odnalazł własną drogę              | 4 kwietnia 2015      | Nie tylko dla fana     | Egmont            | ISBN 978-83-281-0570-6 |
| Po prostu futbol!                                      | 2 czerwca 2018       | #superherosi           | Burda Publishhing | ISBN 978-83-8053-365-3 |
| Neymar. Chłopak, który urodził się, by grać w piłkę    | 28 września 2016     | #superherosi           | Burda             | ISBN 978-83-777-8739-7 |
| Lewy. Chłopak, który zachwycił świat                   | 18 maja 2016         | #superherosi           | Burda             | ISBN 978-83-805-3090-4 |
| Pazdan. Chłopak, który gra całym sercem                | 10 maja 2017         | #superherosi           | Burda             | ISBN 978-83-805-3203-8 |
| Szczęsny. Chłopak, który odważył się być bramkarzem'   | 25 października 2017 | #superherosi           | Burda             | ISBN 978-83-805-3248-9 |
| Mundial. Opowieści niesamowite                         | 14 marca 2018        | #superherosi           | Burda             | ISBN 978-83-805-3365-3 |
| Grosicki. Chłopak, który wziął los w swoje ręce        | 16 listopada 2018    | #superherosi           | Burda             | ISBN 978-83-805-3399-8 |
| Messi. Chłopiec, który stał się piłkarską legendą      | 30 stycznia 2019     | #superherosi           | Burda             | ISBN 978-83-8053-505-3 |
| Kubica i odjazdowy świat wyścigów samochodowych        | 15 maja 2019         | #superherosi           | Burda             | ISBN 978-83-8053-560-2 |
| Mbappé. Nowy książę futbolu                            | 16 czerwca 2021      | Wydarzyło się naprawdę | Wydawnictwo SQN   | ISBN 978-83-8210-356-4 |
| Van Dijk. Holenderska skała                            | 16 czerwca 2021      | Wydarzyło się naprawdę | Wydawnictwo SQN   | ISBN 978-83-8210-355-7 |
| Ronaldinho. Czarodziej piłki nożnej                    | 18 maja 2022         | Wydarzyło się naprawdę | Wydawnictwo SQN   | ISBN 978-83-8210-452-3 |